# تنين أوروبي
التنين الأوروبي هو مخلوق أسطوري والنوع المنتشر من التنانين في قارة أوروبا. يوجد التنين الأوروبي في الأساطير والفلكلور الثقافي لمختلف الثقافات الأوروبية.
في أوائل العصور الوسطى وبعدها، عادة ما يصور التنين الأوروبي على أنه مخلوق كبير يتنفس النار، لديه قشور وقرون، يشبه السحلية ويحتوي أيضا على أجنحة جلدية تشبه الخفافيش، وأربعة أرجل، وذيل طويل عضلي. تظهر بعض الصور التنانين مع واحد أو أكثر من أجنحة الريش، والقمم، ورتوش الأذن، والبدة النارية، والمسامير العاجية التي تجري أسفل عمودها الفقري، والعديد من الزخارف الغريبة.
في الحكايات الشعبية، غالبا ما يحتوي دم التنين على قوى فريدة من نوعها، مما يبقيه على قيد الحياة لفترة أطول أو يمنحه خصائص غريبة. تظهر التانين في الثقافة المسيحية على أنها تحمي الكهوف أو القلاع المليئة بالذهب والكنوز. غالبا ما يرتبط التنين الشرير ببطل عظيم يحاول قتله، ويظهر أن التنين الجيد يقدم الدعم أو النصيحة الحكيمة.
على الرغم من أنه مخلوق مجنح، إلا أن التنين يمكن العثور عليه بشكل عام في مخبأه تحت الأرض، أو الكهوف وهو الأمر الذي يحدده على أنه مخلوق قديم على الأرض.
تمثل الفترة بين القرنين الحادي عشر والثالث عشر ذروة الاهتمام الأوروبي بالتنانين كمخلوقات حية.